# San Julian (Samar oriental)
Pour les articles homonymes, voir San Julian.
San Julian est une localité de la province du Samar oriental, aux Philippines. En 2015, elle compte 14 498 habitants.